# Telmatoscopus patibulus
Telmatoscopus patibulus är en tvåvingeart som beskrevs av Quate 1955. Telmatoscopus patibulus ingår i släktet Telmatoscopus och familjen fjärilsmyggor. Inga underarter finns listade i Catalogue of Life.